# Кубок Вірменії з футболу 2000
Кубок Вірменії з футболу 2000 — 9-й розіграш кубкового футбольного турніру у Вірменії. Володарем кубка вперше стала Міка із Аштарака.

## Перший раунд
Перші матчі відбулися 18 березня, а матчі-відповіді — 29 березня 2000 року.
| Команда 1            | Заг. | Команда 2             | 1-й матч | 2-й матч |
| -------------------- | ---- | --------------------- | -------- | -------- |
| Ширак                | 5:0  | Динамо-2 (Єреван) (2) | 1:0      | 4:0      |
| Кілікія              | +:-  | Лорі (2)              | -:-      | -:-      |
| Динамо (Єреван)      | 3:0  | СКІФ (Єреван) (2)     | 2:0      | 1:0      |
| Двін (2)             | 1:17 | Звартноц-ААЛ          | 1:10     | 0:7      |
| Аракс (Арарат)       | 12:0 | Котайк (2)            | 8:0      | 4:0      |
| Карабах (Єреван) (2) | 2:9  | Міка                  | 1:8      | 1:1      |
| Наїрі (2)            | -:+  | Лернагорц             | -:-      | -:-      |
| Арарат               | 6:0  | Арменікум (2)         | 2:0      | 4:0      |

## Чвертьфінали
Перші матчі відбулися 9 квітня, а матчі-відповіді — 19 квітня 2000 року.
| Команда 1    | Заг. | Команда 2       | 1-й матч | 2-й матч |
| ------------ | ---- | --------------- | -------- | -------- |
| Ширак        | 1:2  | Кілікія         | 0:1      | 1:1      |
| Звартноц-ААЛ | 4:2  | Динамо (Єреван) | 3:0      | 1:2      |
| Міка         | 2:1  | Аракс (Арарат)  | 0:1      | 2:0      |
| Арарат       | 4:0  | Лернагорц       | 4:0      | -:-*     |

* - технічна перемога через неявку суперника на матч.

## Півфінали
Перші матчі відбулися 4 травня, а матчі-відповіді — 13 травня 2000 року.
| Команда 1    | Заг. | Команда 2 | 1-й матч | 2-й матч |
| ------------ | ---- | --------- | -------- | -------- |
| Арарат       | 4:5  | Міка      | 3:4      | 1:1      |
| Звартноц-ААЛ | 1:0  | Кілікія   | 1:0      | -:-*     |

* - при рахунку 0:0 матч був перерваний на 51-й хвилині через відмову команди Кілікія продовжувати гру.

## Фінал
| 27 травня 2000 |

| Міка                     | 2:1 | Звартноц-ААЛ |
| ------------------------ | --- | ------------ |
| Мкртчян 33' Нордікян 75' |     | Аванесян 44' |

| Стадіон «Котайк», Абовян Глядачів: 4 500 Арбітр: Карен Налбандян |